# 郵騎士
《郵騎士》，是一款由馬來西亞遊戲開發團隊Kurechii製作的電子角色扮演遊戲，於2017年2月9日在iOS和Android系統開放下載。2021年12月，Kurechii推出續集《郵騎士2》。

## 遊戲
在遊戲中，玩家將扮演「郵騎士」，在運送貨物的過程中與敵人戰鬥。玩家可透過「衝鋒」、「防禦」與「治療」三個按鍵控制角色執行對應動作。任務完成得到的獎賞，可用於強化裝備、升級藥水與購賣物品。角色提升等級所獲得的技能點，則用於提升角色的4項能力值，分別為「力量」（增加傷害），「敏捷」（增加閃避和會心一擊的機會），智力（增加魔法防禦和經驗獲得率）和體力（增加最高生命值）。
遊戲的另外一項特色，是玩家可贈送禮物給女性NPC以提升好感度(愛心)。贈送適合的禮物並集滿5個愛心，可觸發特殊獎勵；反之，若贈送錯誤的禮物，好感度則會下降。

## 評價
儘管有重複性高、遊戲方式單調等缺點，郵騎士仍然獲得Gamezebo與Common Sense Media的好評，並分別給予4星與3星的高評價。
2017年，郵騎士提名並獲選國際手游獎；同年年底，google play將其評為「google play 2017年最佳遊戲」。

## 連結
- 官方网站